# Depot von Zabrušany
Das Depot von Zabrušany (auch Hortfund von Zabrušany) ist ein Depotfund der frühbronzezeitlichen Aunjetitzer Kultur aus Zabrušany im Ústecký kraj, Tschechien. Es datiert in die Zeit zwischen 2000 und 1800 v. Chr. Das Depot befindet sich heute im Regionalmuseum in Teplice.

## Fundgeschichte
Das Depot wurde 1911 entdeckt. Die genaue Fundstelle und die Fundumstände sind unbekannt. Aus Zabrušany stammt außerdem ein Einzelfund eines Beils der Aunjetitzer Kultur.

## Zusammensetzung
Das Depot besteht aus fünf bronzenen Ösenhalsringen.